# Cerca Memorial Vidas Negras Importam

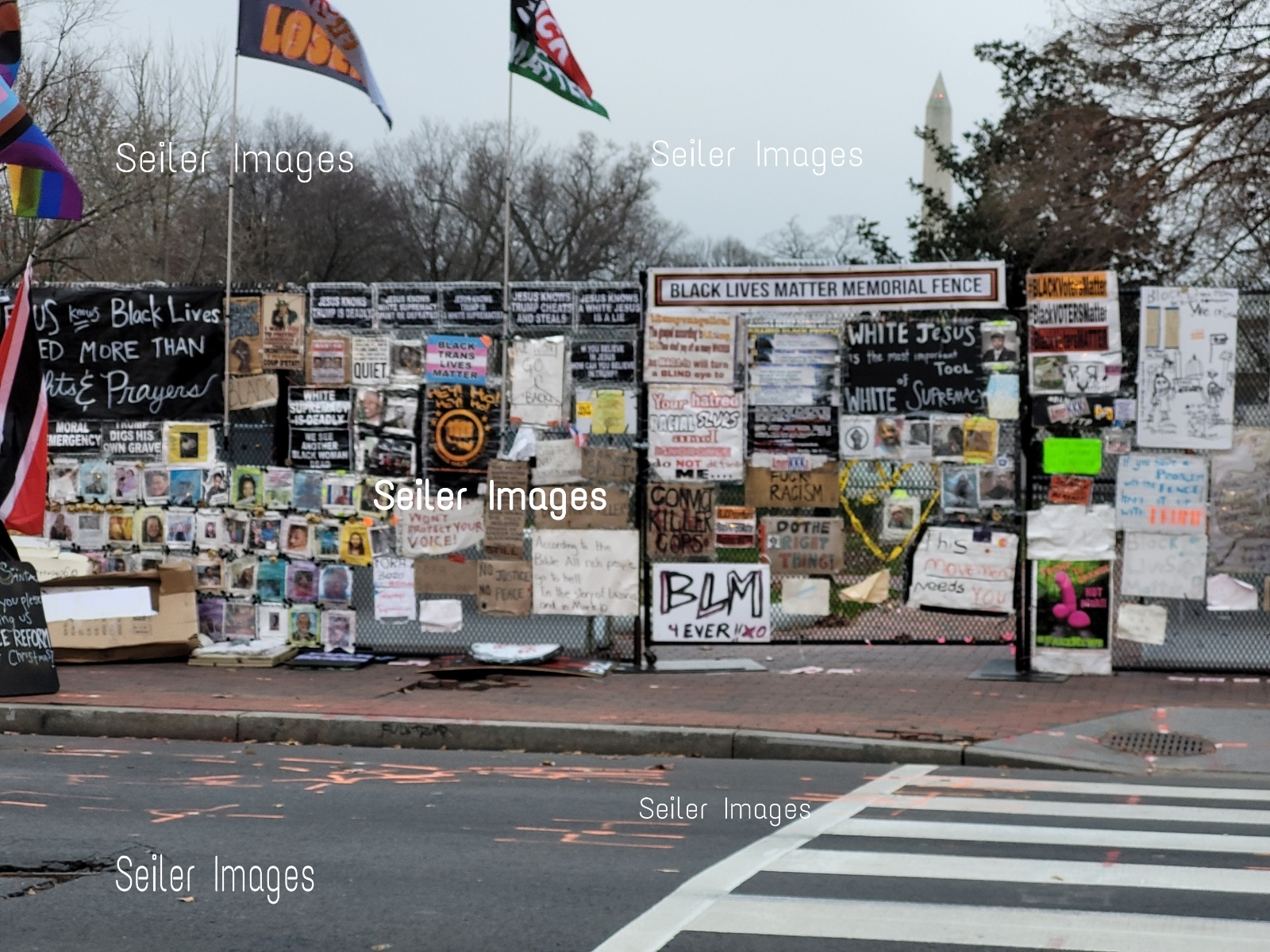
Cerca Memorial Vidas Negras Importam.

A Cerca Memorial Vidas Negras Importam (em inglêsː Black Lives Matter Memorial Fence) foi um memorial feito com manifestos, em forma de faixas, cartazes e fotos, do movimento Black Lives Matter, no ano de 2020. Os manifestos foram colocados em uma cerca temporária, que estava instalada ao redor da Casa Branca, em Washington D.C., nos Estados Unidos. Atualmente, 1.602 manifestos que estavam na cerca foram digitalizados e estão em exposição online no site da Biblioteca do Congresso e da Biblioteca Pública de Washington D.C.

## História
No ano de 2020, após o assassinato de George Floyd por um policial, manifestantes e ativistas frequentemente iam até a Casa Branca, em Washington D.C., para protestar contra a demora do Governo dos Estados Unidos em resolver questões sobre a igualdade racial. No dia 4 de junho de 2020, as autoridades norte-americanas colocaram cercas temporárias, com 3 metros de altura, ao redor da Casa Branca para conter a aproximação dos manifestantes. E os manifestantes passaram a pendurar os cartazes de protestos na cerca, se tornando um memorial do movimento Black Lives Matter.
Com as intempéries climáticas e pessoas contra o movimento Black Lives Matter, o memorial passava por degradação, e alguns voluntário começaram a fazer a manutenção periodicamente, com Nadine Seiler sendo a curadora voluntária. No dia 26 de outubro de 2020, um grupo de pessoas contra o movimento Black Lives Matter destruíram o memorial, sobrando apenas 10 cartazes na cerca. Após este acontecimento, Seiler passou a acampar na Black Lives Matter Plaza, para vigiar o memorial.
Seiler e a ativista Karen Irwin, passaram a recolher alguns cartazes e a digitalizá-los, usando um scanner a laser na Biblioteca Enoch Pratt, que obteve a parceria da Biblioteca Pública de Washington D.C.. Seiler, juntamente com outros voluntários, recolheram vários manifestos e os guardaram em um armazém na cidade. E no dia 30 de janeiro de 2021, a cerca foi retirada pelas autoridades norte-americana. Neste mesmo ano, alguns cartazes do memorial foram expostos durante o 100º aniversário do Massacre da Corrida de Tulsa, em Oklahoma.